# Hans Hamngren
Hans Uno Hamngren, född 2 maj 1934 i Västerås, död 22 november 2017 i Stockholm, var en svensk tecknare, målare och grafiker.
Han var far till konstnären Olle Hamngren (f 1960). 
Samt gift 2a gången  från 1995 med presschefen Margareta Berglund Hamngren (f 1949).

## Biografi
Hamngren fick sin utbildning genom studier vid Konstfack 1952–1956  och på Konsthögskolan i Stockholm 1962–1967.
Hans socialt och politiskt inriktade konst är kraftfullt tecknad, ibland med inslag av collage, och präglas ofta av en ångestfylld stämning. Efter att först ha skapat en detaljerad, expressiv grafik arbetade han sedan början av 1970-talet främst med anamorfoser, förvrängda bilder som får rätt proportion sedda i en cylindrisk eller pyramidformad spegel.
Hans konst har visats på ett stort antal separatutställningar såväl i Sverige som utomlands. 

## Representation
- Hamngren finns representerad på
- Moderna museet[2] och Nationalmuseet[3], Stockholm
- Göteborgs konstmuseum[4]
- Malmö museum
- Länsmuseet i Gävle
- Norrköpings Konstmuseum
- Athenaeum, Helsingfors
- Åbo museum
- New York Public Library
- The Art Institute, Minneapolis
- Bibliotheque National, Paris
- Musée des Arts, Cholet
- Kalmar konstmuseum[5]
- Konstmuseerna i Warszawa, Krakow, Dresden, m.fl.

## Priser och stipendier
Hamngren har mottagit
- Grand prix vid Grafikbiennalen i Krakow 1974.
- Diplom vid, Graphica Creativa Jyväskylä 1975.
- Professor Sven Erixons stipendium 1965,
- Statligt arbetsstipendium 1967, 1968, 1977, 1981, 1982, 1992, 1996,
- Grafiska Sällskapets stipendium 1971.